# رنه-پیر کانتن
رنه-پیر کانتَن (فرانسوی: René-Pierre Quentin‎؛ زادهٔ ۵ اوت ۱۹۴۳) بازیکن فوتبال اهل سوئیس بود.
از باشگاه‌هایی که در آن بازی کرده‌است می‌توان به باشگاه فوتبال سیون و باشگاه فوتبال زوریخ اشاره کرد.
وی همچنین در تیم ملی فوتبال سوئیس بازی کرده‌است.